# BVA Cup 2024 (maschile)
La BVA Cup 2024, 17ª edizione della omonima competizione di pallavolo maschile, si è svolta dal 19 al 22 settembre 2024: al torneo hanno partecipato sei squadre di club afferenti alla BVA e la vittoria finale è andata per la prima volta all'Arkas.

## Regolamento

### Formula
La formula ha previsto:
- Fase a gironi, disputata con girone all'italiana: la prima classificata di ogni girone ha acceduto alla finale, la seconda classificata di ogni girone ha acceduto alla finale per il terzo posto, mentre l'ultima classificata di ogni girone ha acceduto alla finale per il quinto posto.
- Fase finale, disputata con:
  - Finale per il quinto posto.
  - Finale per il terzo posto.
  - Finale.

### Criteri di classifica
Se il risultato finale è stato di 3-0 o 3-1 sono stati assegnati 3 punti alla squadra vincente e 0 a quella sconfitta, se il risultato finale è stato di 3-2 sono stati assegnati 2 punti alla squadra vincente e 1 a quella sconfitta.
L'ordine del posizionamento in classifica è stato definito in base a:
- Numero di partite vinte;
- Punti;
- Ratio dei set vinti/persi;
- Ratio dei punti realizzati/subiti;
- Risultati degli scontri diretti.

## Squadre partecipanti
- Beroe
- Pīgasos Polichnīs
- Pejë
- Steaua Bucarest
- Radnički Kragujevac
- Arkas

## Torneo

### Fase a gironi
| Girone A          | Girone B            |
| ----------------- | ------------------- |
| Beroe             | Steaua Bucarest     |
| Pīgasos Polichnīs | Radnički Kragujevac |
| Pejë              | Arkas               |

#### Girone A

##### Risultati
| 19 settembre 2024 Palazzetto Nikolaidis, Pavlos Melas Durata: 1h:07 - Spettatori: 420 | Pīgasos Polichnīs | 3 - 0 | Pejë  | 25-15, 25-19, 25-14        |
| 20 settembre 2024 Palazzetto Nikolaidis, Pavlos Melas Durata: 1h:22 - Spettatori: ?   | Pejë              | 0 - 3 | Beroe | 18-25, 19-25, 18-25        |
| 21 settembre 2024 Palazzetto Nikolaidis, Pavlos Melas Durata: 1h:53 - Spettatori: 350 | Pīgasos Polichnīs | 1 - 3 | Beroe | 25-27, 20-25, 25-18, 20-25 |

##### Classifica
| Pos. | Squadra           | Pt | G | V | P | SV | SP | Ratio | PF  | PS  | Ratio |
| ---- | ----------------- | -- | - | - | - | -- | -- | ----- | --- | --- | ----- |
| 1.   | Beroe             | 5  | 2 | 2 | 0 | 6  | 1  | 6,000 | 170 | 145 | 1,172 |
| 2.   | Pīgasos Polichnīs | 3  | 2 | 1 | 1 | 4  | 3  | 1,333 | 165 | 143 | 1,153 |
| 3.   | Pejë              | 1  | 2 | 0 | 2 | 0  | 6  | 0,000 | 103 | 150 | 0,686 |

      Qualificata alla finale per il primo posto.
      Qualificata alla finale per il quinto posto.
      Qualificata alla finale per il settimo posto.

#### Girone B

##### Risultati
| 19 settembre 2024 Palazzetto Nikolaidis, Pavlos Melas Durata: 1h:16 - Spettatori: 50  | Radnički Kragujevac | 0 - 3 | Steaua Bucarest     | 18-25, 23-25, 16-25               |
| 20 settembre 2024 Palazzetto Nikolaidis, Pavlos Melas Durata: 1h:52 - Spettatori: 50  | Arkas               | 3 - 1 | Steaua Bucarest     | 25-20, 25-23, 22-25, 25-20        |
| 21 settembre 2024 Palazzetto Nikolaidis, Pavlos Melas Durata: 2h:08 - Spettatori: 100 | Arkas               | 3 - 2 | Radnički Kragujevac | 25-21, 23-25, 23-25, 25-16, 15-11 |

##### Classifica
| Pos. | Squadra             | Pt | G | V | P | SV | SP | Ratio | PF  | PS  | Ratio |
| ---- | ------------------- | -- | - | - | - | -- | -- | ----- | --- | --- | ----- |
| 1.   | Arkas               | 5  | 2 | 2 | 0 | 6  | 3  | 2,000 | 208 | 186 | 1,118 |
| 2.   | Steaua Bucarest     | 3  | 2 | 1 | 1 | 4  | 3  | 1,333 | 163 | 154 | 1,058 |
| 3.   | Radnički Kragujevac | 1  | 2 | 0 | 2 | 2  | 6  | 0,333 | 155 | 186 | 0,833 |

      Qualificata alla finale per il primo posto.
      Qualificata alla finale per il quinto posto.
      Qualificata alla finale per il settimo posto.

### Fase finale

#### Finale
| 22 settembre 2024 Palazzetto Nikolaidis, Pavlos Melas Durata: 1h:11 - Spettatori: 110 | Beroe | 0 - 3 | Arkas | 22-25, 15-25, 18-25 |

#### Finale 3º posto
| 22 settembre 2024 Palazzetto Nikolaidis, Pavlos Melas Durata: 1h:40 - Spettatori: 150 | Pīgasos Polichnīs | 1 - 3 | Steaua Bucarest | 25-19, 19-25, 22-25, 20-25 |

#### Finale 5º posto
| 22 settembre 2024 Palazzetto Nikolaidis, Pavlos Melas Durata: 0h:00 - Spettatori: 0 | Pejë | 0 - 3 | Radnički Kragujevac | 25-0, 25-0, 25-0 |

## Classifica finale
| Pos | Squadra             | Qualificazione        |
| --- | ------------------- | --------------------- |
|     | Arkas               | Challenge Cup 2024-25 |
| 2   | Beroe               |                       |
| 3   | Steaua Bucarest     |                       |
| 4   | Pīgasos Polichnīs   |                       |
| 5   | Pejë                |                       |
| 6   | Radnički Kragujevac |                       |